# Taraxacum subexpallidum
Taraxacum subexpallidum — вид квіткових рослин з родини айстрових (Asteraceae). Вид зростає в Європі: Бельгія, Данія, Фінляндія, Франція, Німеччина, Велика Британія, Ірландія, Нідерланди, Норвегія, Польща, Швеція, Швейцарія; це багаторічна рослина помірних біомів.